# Noroto
Noroto är en ort i Mexiko.   Den ligger i kommunen Tangancícuaro och delstaten Michoacán de Ocampo, i den centrala delen av landet, 300 km väster om huvudstaden Mexico City. Noroto ligger 1 750 meter över havet och antalet invånare är 356.
Terrängen runt Noroto är huvudsakligen kuperad, men den allra närmaste omgivningen är platt. Runt Noroto är det ganska tätbefolkat, med 116 invånare per kvadratkilometer. Närmaste större samhälle är Zamora, 18,3 km nordväst om Noroto. Trakten runt Noroto består till största delen av jordbruksmark.